# Чемпионат СССР по тяжёлой атлетике 1949
24-й чемпионат СССР по тяжёлой атлетике прошёл с 16 по 18 мая 1949 года в Воронеже (РСФСР). В нём приняли участие 162 атлета, которые были разделены на 6 весовых категорий и соревновались в троеборье (жим, рывок и толчок).

## Медалисты
| Категория                    | Золото                                  | Золото                           | Серебро                                  | Серебро                        | Бронза                                    | Бронза                       |
| До 56 кг (легчайший вес)     | Рафаэль Чимишкян «Динамо» Тбилиси       | 300 кг (87,5 + 92,5 + 120)       | Александр Донской «Спартак» Киев         | 297,5 кг (87,5 + 90 + 120)     | Иван Аздаров «Спартак» Ереван             | 290 кг (87,5 + 90 + 112,5)   |
| До 60 кг (полулёгкий вес)    | Николай Саксонов «Локомотив» Свердловск | 312,5 кг (85 + 97,5 + 130)       | Евгений Лопатин «Динамо» Москва          | 307,5 кг (92,5 + 92,5 + 122,5) | Владимир Баратов «Большевик» Пятигорск    | 305 кг (92,5 + 92,5 + 120)   |
| До 67,5 кг (лёгкий вес)      | Владимир Светилко «Динамо» Тбилиси      | 342,5 кг (102,5 + 105 + 135)     | Израиль Механик «Локомотив» Москва       | 340 кг (105 + 105 + 130)       | Василий Пивень «Динамо» Днепропетровск    | 335 кг (107,5 + 100 + 127,5) |
| До 75 кг (средний вес)       | Владимир Пушкарёв «Динамо» Москва       | 362,5 кг (107,5 + 110 + 145)     | Юрий Дуганов «Большевик» Ленинград       | 360 кг (100 + 117,5 + 142,5)   | Николай Шатов «Динамо» Москва             | 360 кг (110 + 110 + 140)     |
| До 82,5 кг (полутяжёлый вес) | Григорий Новак «Крылья Советов» Москва  | 422,5 кг (142,5 + 130 + 150)     | Павел Кравченко «Динамо» Сталино         | 375 кг (120 + 107,5 + 147,5)   | Григорий Маликов Вооружённые Силы Москва  | 372,5 кг (115 + 110 + 147,5) |
| Свыше 82,5 кг (тяжёлый вес)  | Яков Куценко «Локомотив» Киев           | 442,5 кг (137,5 + 132,5 + 172,5) | Алексей Медведев «Крылья Советов» Москва | 390 кг (115 + 122,5 + 152,5)   | Александр Базурин «Крылья Советов» Москва | 390 кг (125 + 117,5 + 147,5) |